# Robbie Crawford
Robbie Crawford (19 maart 1993) is een Schots voetballer die onder contract staat bij Rangers FC. 

## Statistieken
| Seizoen         | Club              | Competitie      | Premiership | Premiership | Scottish Cup | Scottish Cup | League Cup | League Cup | Challenge Cup | Challenge Cup | Europa | Europa | Totaal | Totaal |
| Seizoen         | Club              | Competitie      | Wed.        | Dlp.        | Wed.         | Dlp.         | Wed.       | Dlp.       | Wed.          | Dlp.          | Wed.   | Dlp.   | Wed.   | Dlp.   |
| --------------- | ----------------- | --------------- | ----------- | ----------- | ------------ | ------------ | ---------- | ---------- | ------------- | ------------- | ------ | ------ | ------ | ------ |
| 2012-2013       | Rangers FC        | Second Div.     | 21          | 4           | 2            | 1            | 2          | 0          | 2             | 0             | 0      | 0      | 27     | 5      |
| 2013-2014       | Rangers FC        | League One      | 20          | 2           | 1            | 0            | 1          | 0          | 3             | 0             | 0      | 0      | 25     | 2      |
| 2014-2015       | → Greenock Morton | League One      | 1           | 1           | 0            | 0            | 0          | 0          | 1             | 0             | 0      | 0      | 2      | 1      |
| Carrière totaal | Carrière totaal   | Carrière totaal | 42          | 7           | 3            | 1            | 3          | 0          | 6             | 0             | 0      | 0      | 54     | 8      |